# Wóz bojowy (wojsko)
Wóz bojowy – lądowy pojazd wojskowy przystosowany do prowadzenia walki oraz innych zadań bojowych, wyposażony w uzbrojenie oraz opancerzenie. Dawniej określenie pojazdów zaprzęgowych (wozów, rydwanów) wykorzystywanych w starciach zbrojnych.

## Charakterystyka
Aby spełniać swoje zadania wóz bojowy musi cechować się dobrą mobilnością, zapewniającą mu zdolność do poruszania się zarówno po drogach jak i bezdrożach (w terenie piaszczystym, zalesionym, bagnistym itp. ) Istotna jest również zdolność do pokonywania rozmaitych przeszkód terenowych jak na przykład skarpy, rowy, brody. Pożądaną cechą występującą w niektórych wozach bojowych jest również zdolność do przekraczania przeszkód wodnych (wpław lub po dnie) oraz w przypadku lżejszych pojazdów możliwość przetransportowania ich drogą powietrzną włączając w to niekiedy również zrzut na spadochronie.
Zasadniczo opancerzenie każdego wozu bojowego chroni załogę przed odłamkami i  ostrzałem z lekkiej broni strzeleckiej jak karabiny, pistolety maszynowe itp. W przypadków cięższych pojazdów opancerzenie może chronić również przed niektórymi minami, bombami oraz pociskami dział.
Uzbrojenie wozów bojowych jest bardzo zróżnicowane i przystosowane do specjalistycznych zadań stawianych przed tymi pojazdami. W jego skład może wchodzić zarówno broń strzelecka (np. karabiny maszynowe) jak i artyleryjska (działka, działa, wyrzutnie rakietowe). Ponadto załogi wozów bojowych mogą być wyposażone również w broń indywidualną jak na przykład pistolety, granaty ręczne i granatniki.

## Podział
Wozy bojowe są pojazdami bardzo zróżnicowanymi konstrukcyjnie, na co wpływ mają rozmaite zadania do których są przeznaczone. Wśród tej klasy pojazdów wojskowych można wyróżnić między innymi:
- samochody pancerne
- transportery opancerzone
- bojowe wozy piechoty
- tankietki
- czołgi
- działa samobieżne
- pociągi pancerne

Ze względu na zastosowany układ jezdny, można wyróżnić wozy bojowe:
- kołowe
- kołowo-gąsienicowe
- półgąsienicowe
- gąsienicowe
- szynowe

## Historia

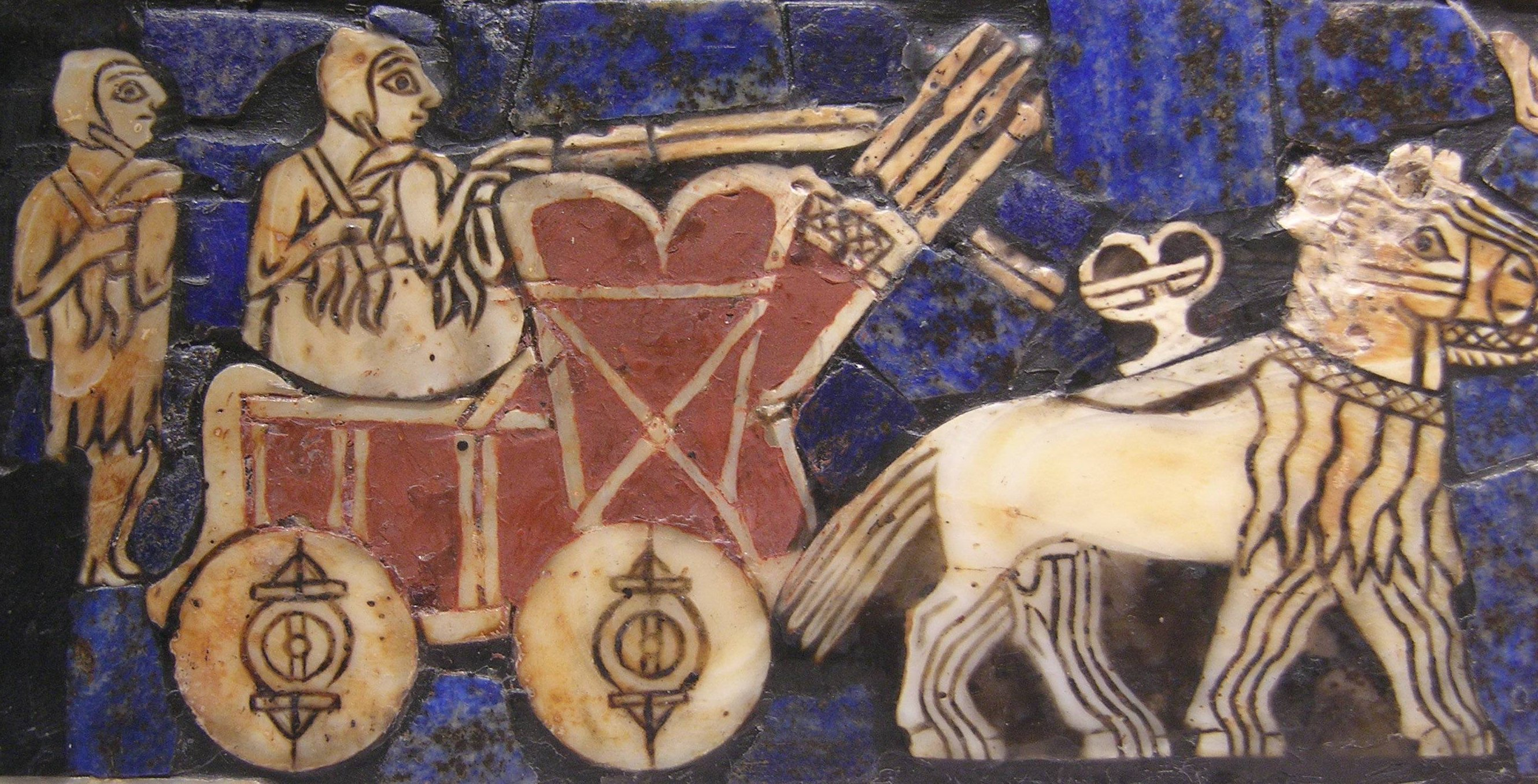
Sumeryjski ciężki wóz bojowy. (ok. 2900–2334 p.n.e.)

Pierwowzory wozów bojowych przedstawiane były już w starożytnych pismach jako żelazne rydwany lub wyobrażane w postaci rycin czy malowideł. Jednym z najstarszych wizerunków wozu bojowego jest ciężki wóz przedstawiony na sztandarze z Ur. Takimi wozami, ciągnionymi przez osły, posługiwała się armia sumeryjska blisko 3 tysiące lat przed naszą erą. Załoga składała się z dwóch żołnierzy: woźnicy i oszczepnika, który raził nieprzyjaciela z poruszającego się wozu włóczniami lub oszczepami. 
Starożytni Egipcjanie używali lżejszych rydwanów, które służyły, podobnie jak u Sumerów, jako mobilna platforma strzelnicza. Załoga złożona była z woźnicy i strzelca, który prowadził ostrzał z łuków kompozytowych oraz włóczni – walka z użyciem wozów bojowych najczęściej prowadzona była z dystansu, rzadziej w starciach bezpośrednich.
Celtowie jeszcze w I w. z powodzeniem stosowali taktykę bitewną z zastosowaniem wozów bojowych, które oprócz funkcji platformy strzelniczej, służyły jako pojazd transportowy, dowożący wojownika w miejsce bitwy lub ewakuujący go stamtąd w razie zagrożenia.

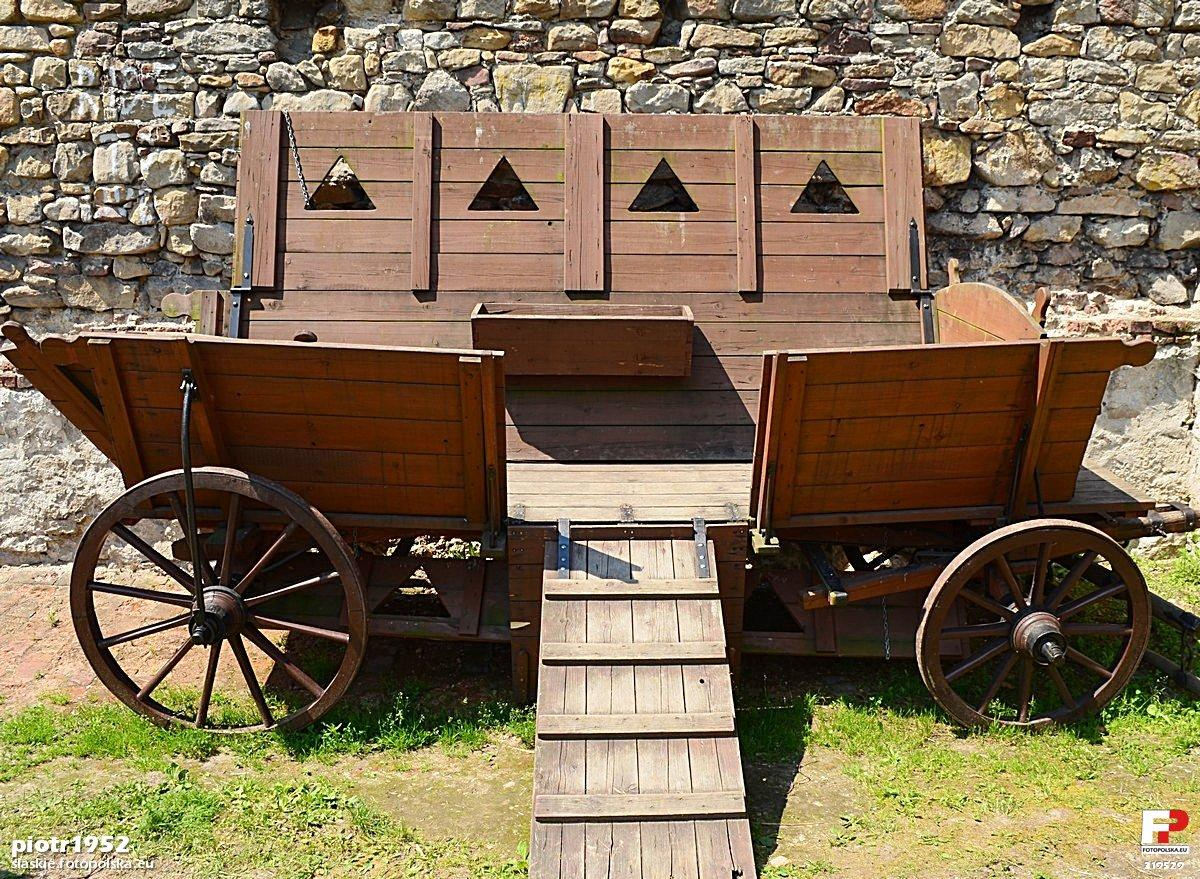
Wóz bojowy z XV w.

Szersze użycie wozów bojowych w walce zastosowali husyci. Wóz posiadał stanowiska ogniowe dla strzelców z rusznicami i kuszami, do walki bezpośredniej na wozie znajdowali się cepnicy, sulicznicy, pawężnicy. Wóz taki, po odpowiednim połączeniu z innymi wozami tworzył coś w rodzaju twierdzy. W zależności od rodzaju zastosowanej taktyki i właściwości terenowych, ustawiano jeden lub dwa rzędy wozów lub w krąg, lecz zawsze w taki sposób, by można było szybko zaprząc do nich konie i przesunąć wojska w inne miejsce
Renesans militarnych wozów bojowych nastąpił w okresie I wojny światowej, kiedy rozwój nowych technologii pozwolił wykorzystać pojazdy mechaniczne do szybkiego przemieszczania się oraz prowadzenia działań wojennych na frontach.